# Проссельсгайм
Проссельсгайм (нім. Prosselsheim) — громада в Німеччині, розташована в землі Баварія. Підпорядковується адміністративному округу Нижня Франконія. Входить до складу району Вюрцбург. Складова частина об'єднання громад Естенфельд.
Площа — 20,03 км2. Населення становить 1167 ос. (станом на 31 грудня 2020).